# Pedicularis giraldiana
Pedicularis giraldiana är en snyltrotsväxtart som beskrevs av Friedrich Ludwig Diels och Bonati. Pedicularis giraldiana ingår i släktet spiror, och familjen snyltrotsväxter. Inga underarter finns listade i Catalogue of Life.